# Paraphlepsius tigrinus
Paraphlepsius tigrinus är en insektsart som beskrevs av Ball 1909. Paraphlepsius tigrinus ingår i släktet Paraphlepsius och familjen dvärgstritar. Inga underarter finns listade i Catalogue of Life.